# Kevork Chavush
Kevork Ghazarian (en armenio: Գէորգ Ղազարեան: 1870 – 27 de mayo de 1907) comúnmente conocido como Kevork Chavush o Gevorg Chaush (en armenio: Գէորգ Չաւուշ), fue un fedayín armenio, quién combatió contra el Imperio otomano.
Kevork Chavush fue un legendario fedayín, cuyo principal objetivo era mejorar la condición del campesinado armenio, el cual era hostigado por los turcos y los kurdos. Bajo esta causa, abogó por la resistencia armada. Su extraordinaria osadía y valentía inspiraba a sus camaradas mientras lideraba la resistencia en la región de Daron-Sasun desde 1940, hasta su muerte en combate en 1907. Fue conocido por poseer buenas relaciones con algunos líderes kurdos de la región. Se reunía abiertamente con los kurdos y cenaba con ellos, y al mismo tiempo, trataba de persuadirlos de que no obedecieran las órdenes del sultán, quién había contratado a los kurdos como parte de los guardias hamidieh. Esto fue en vano, debido a que los kurdos decidieron no unirse a la causa revolucionaria armenia. Kevork Chavush se hace llamar como "el hombre con daga que siempre estará dispuesto a castigar a aquellos que molesten a los indefensos."

## Primeros años
Kevork Chavush nació dentro de una familia de cazadores en Sasun, en el pueblo de Mktink, región de Bsanats. Fue educado en la escuela monástica de Arakelots, Mus. Dejó la escuela para unirse a Arabo, quién era uno de los fedayines más célebres de su tiempo. Tras el arresto de Arabo, Chavush localizó al que traicionó a Arabo, y lo mató. Desde 1885 hasta 1888,  viajó y encontró residencia en Alepo. Allí, trabajó hasta tener el dinero suficiente para comprar un rifle. Regresó a Taron en 1890 para unirse al grupo armado armenio liderado por su amigo Hampartsoum Boyadjian, quienes tenían como objetivo la defensa de las aldeas pobladas armenios, y quienes eran víctimas de los ataques de la guardia hamidiana.

## Resistencia de Sasun y muerte

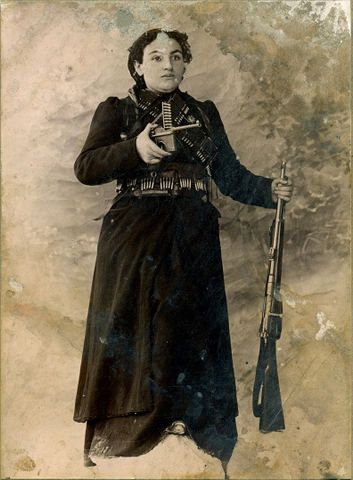
Heghine, esposa y viuda de Kevork Chaush, 1910

En 1894,  participó en el resistencia de Sasun contra las fuerzas del emperador Abdul Hamid II, quién encabezaba una persecución hacia civiles armenios. Durante la batalla, Chavush fue capturado y condenado a 15 años de cárcel. Logró huir de la cárcel dos años después, y se dirigió hacia las montañas de Sasun, donde junto con sus amigos se unieron al partido político Dashnaktsutyun, y fue parte de un movimiento revolucionario en contra de los funcionarios otomanos. En 1896,  conoció a Andranik Ozanian y participó en varias batallas, siendo la más destacada la segunda resistencia de Sasun en 1904. Durante su carrera como luchador de la libertad, también estuvo bajo el mando de Serob Aghpyur. Durante este tiempo, el tío de Kevork Chavush tuvo problemas con los guerrilleros, cuando capturó a una mujer en un pueblo armenio diferente. El caso fue llevado ante Serob Aghbyur quién posteriormente se dirigió hacia Chavush y le dijo: "Kevork, vuestro tío es culpable, y tú decidirás sobre su destino" (en armenio: «Գէորգ քու հօրեղբայրդ է յանցաւորը, դո՜ւն դատէ ու վճռէ:»). Chavush decidió ejecutar a su tío, pero sufrió una grave depresión ante ello, se aisló para lamentarse sobre la pérdida de su tío.
El 25 de mayo de 1907, fue gravemente herido durante gran enfrentamiento en la Batalla de Sulukh contra el ejército otomano en Sulukh, Mus, por lo que se vio forzado a huir del combate. Dos días después, el 27 de mayo, su cuerpo fue encontrado debajo de un puente en Kyosabin-Bashin. Chavush siguió siendo un destacado guerrillero armenio hasta el día de su muerte. Para el pueblo armenio, Chavush es un símbolo de orgullo y esperanza para que Armenia sea libre e independiente del dominio extranjero. Es considerado un gran héroe para la nación armenia y su movimiento nacional. Chavush fue enterrado en el cementerio de Kogh.

## Legado
El Museo Kevork Chavoushse encuentra en el pueblo de Ashnak. 

## Galería

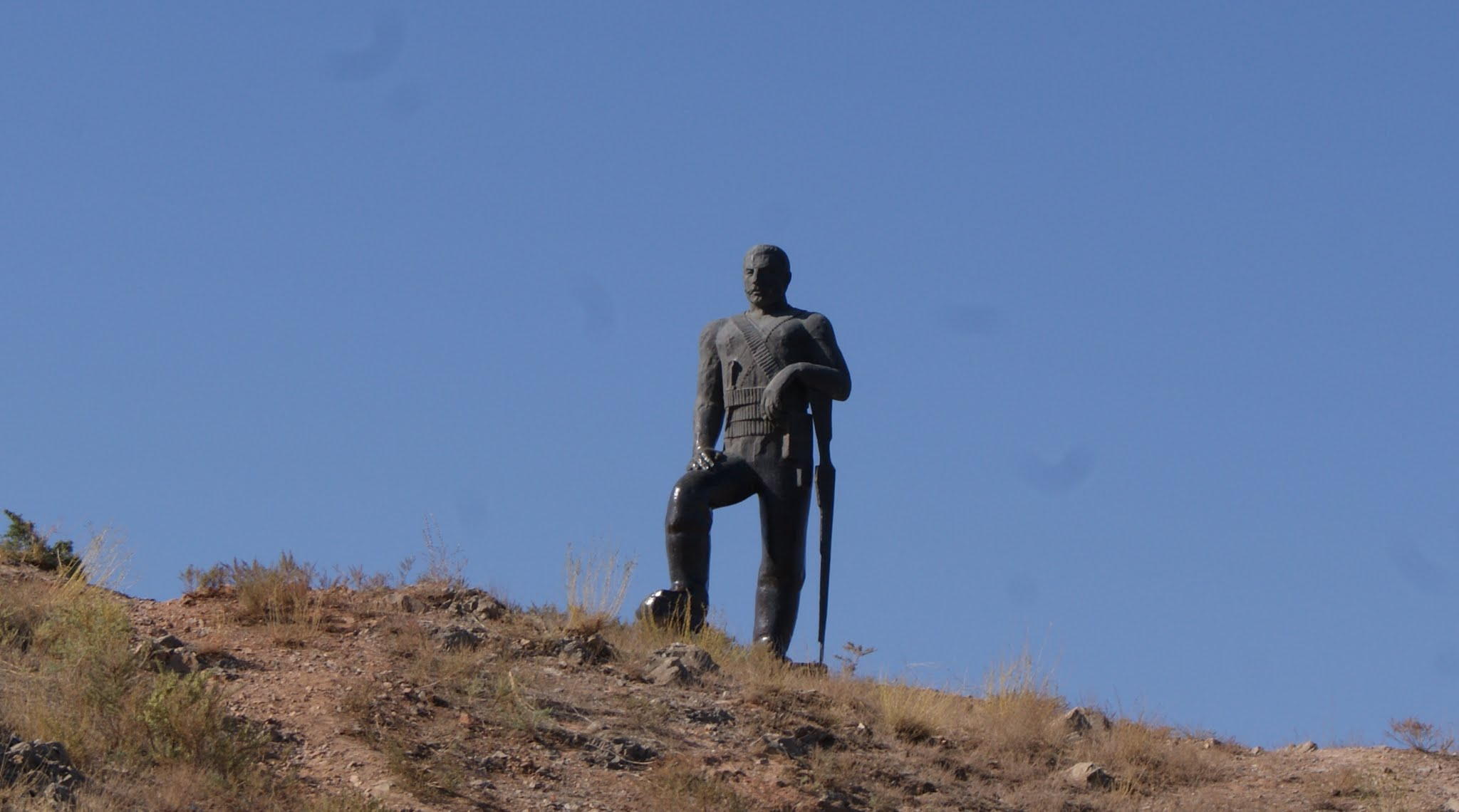
Estatua de Chavush cerca de Khor Virap
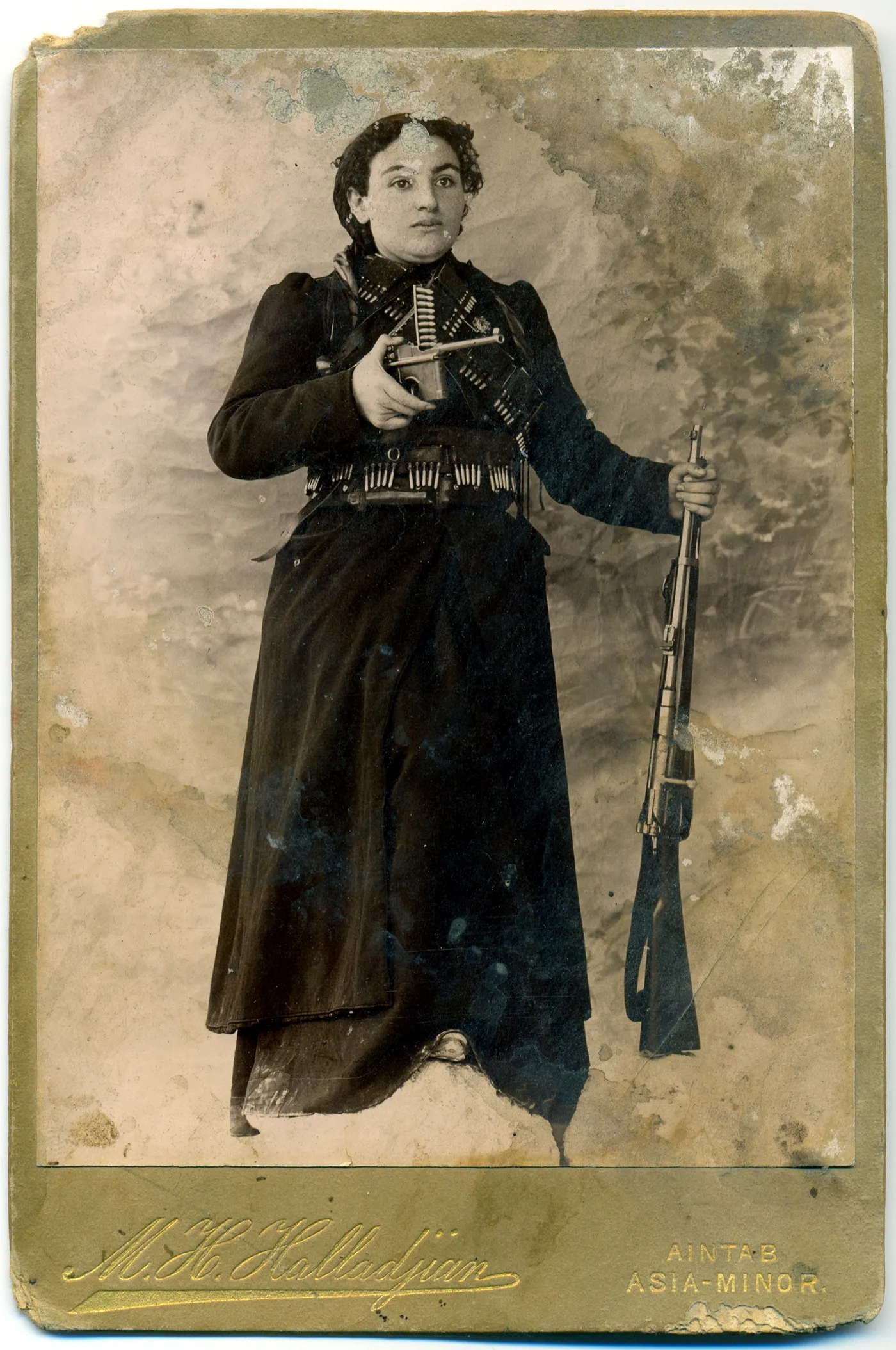
Una postal de 1910 (frente), la cual retrata la viuda de Kevork Chavush, Heghine. En la parte frontal de la postal, se puede ver la imagen en blanco y negro de una mujer con un vestido largo y negro; Ella sostiene una pistola en su mano derecha y un rifle en la izquierda. Las bandoleras están envueltas alrededor de su torso y cintura. Casi invisible entre las balas y el cuero se ve un broche redondo o medallón sobre su pecho izquierdo.
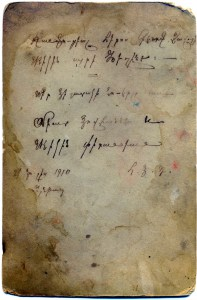
Detrás de la postal, dice ''La esposa del fallecido héroe Kevork Chavush, la viuda Heghine.
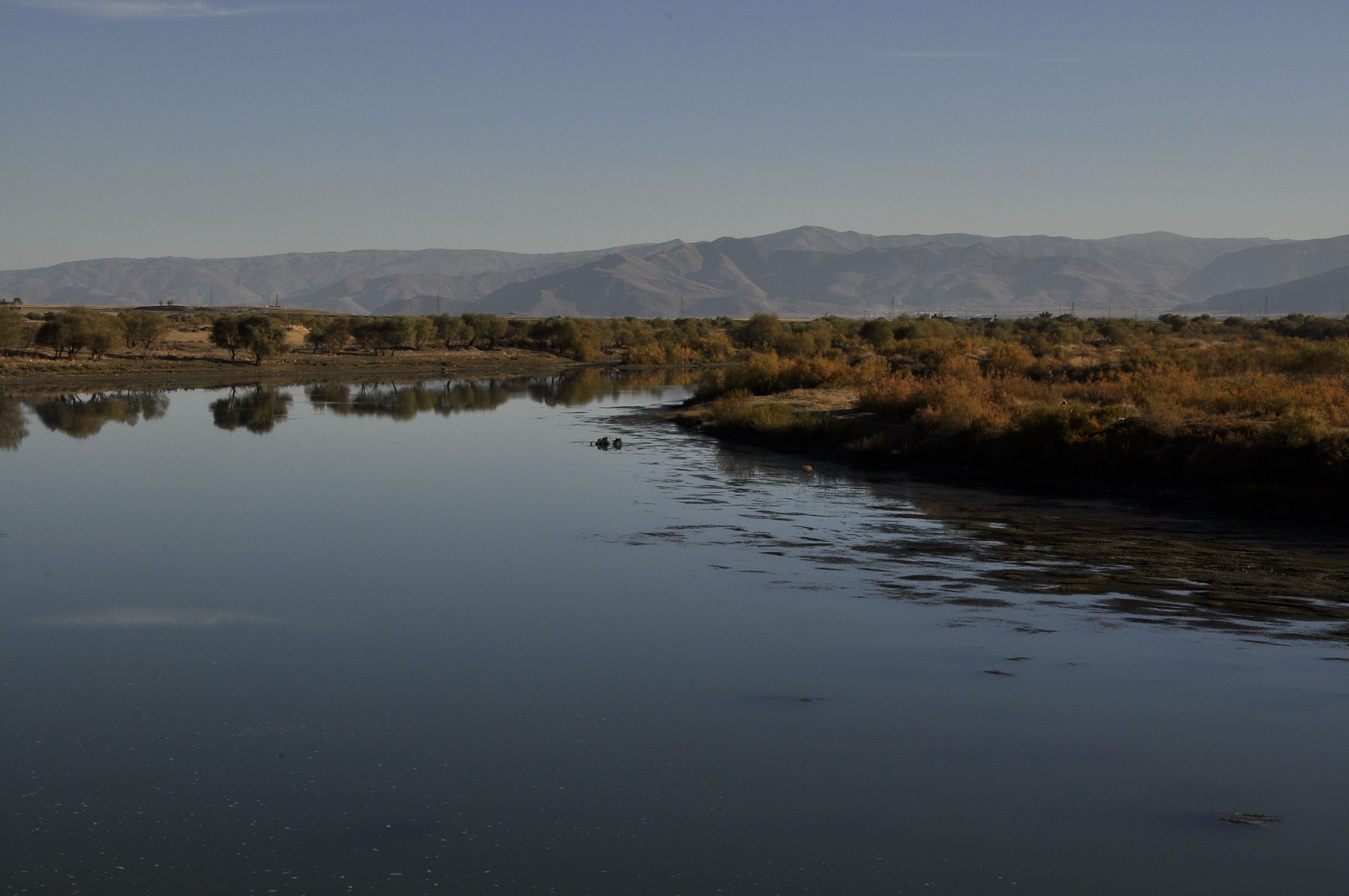
Tomado en el puente Suluh en el Río Aratsani. Kevork Chavush resultó gravemente el 25 de mayo de 1907, durante una batalla contra el ejército otomano, y falleció dos días después.